# Славное тридцатилетие
Сла́вное тридцатиле́тие (фр. Les Trente Glorieuses) — термин, введенный Жаном Фурастье в 1979 году по аналогии с «Тремя славными днями» 27—29 июля Июльской революции 1830 года для обозначения периода с 1946 по 1975 годы, когда в развитых капиталистических странах (главным образом членах Организации экономического сотрудничества и развития) произошли столь значительные экономические и социальные изменения, что в западноевропейских странах и Японии, с сорокалетним отставанием от США, сформировалось общество потребления (во Франции уровень жизни стал одним из самых высоких в мире).
Автор предложил его в своей книге «Les Trente Glorieuses, ou la révolution invisible de 1946 à 1975» («Славное тридцатилетие, или Невидимая революция 1946—1975 годов»).
На первую половину «Славного тридцатилетия» пришлось экономическое восстановление стран, пострадавших во время Второй мировой войны (план Маршалла). Для всего периода в целом было характерно:
- высокий рост промышленного производства (среднегодовой рост 5 %);
- достижение минимального уровня безработицы в большинстве стран (во Франции 1,8 %, в Японии 1,3 %, в ФРГ менее 1 %, в Швейцарии полная занятость);
- демографический взрыв (особенно во Франции, ФРГ, США и Канаде).

Высокому экономическому росту способствовали относительная дешевизна углеводородных энергоносителей на мировом рынке, высокая продолжительность рабочего дня (во Франции больше, чем в США и соседних странах Европы) и преодоление технологического отставания от США.
Для первых трех послевоенных десятилетий было характерно то, что отдельные намечавшиеся рецессии никогда не определяли в целом поступательность экономического роста, циклические колебания капиталистической экономики не проявлялись так отчетливо, как это было до середины XX века (на это время пришлась «повышательная волна» кондратьевского цикла). Абсолютные темпы среднегодового роста экономики в разных странах были неодинаковыми. Особенно быстрым было развитие Японии — до 10 % («Экономическое чудо»). Франция, ФРГ, Швейцария, Италия — от 5 до 6 %. США и Великобритания развивались сравнительно медленно — на уровне 3 %. Темпы роста реального ВВП на душу населения различались меньше — от 2,2 % в США до 5 % в ФРГ (в Японии 8,4 %).
В первые послевоенные десятилетия в наибольшей степени были реализованы идеи социального государства (welfare state), средний класс и активная верхняя часть рабочего класса добились наибольшего политического влияния.
Начало заката «Славного тридцатилетия» знаменуется отказом США от Бреттон-Вудских соглашений и нефтяным кризисом 1973 года. В 1973 году была создана Трехсторонняя комиссия. В 1975 году по её заказу С. Хантингтон, М. Крозье и Д. Ватануки подготовили доклад «Кризис демократии». По мнению историка А. Фурсова это был «манифест контрнаступления верхушки капсистемы» на социальные завоевания среднего класса периода «Славного тридцатилетия». М. Тэтчер в Великобритании с 1979 года и Р. Рейган в США с 1981 первыми начали переход от кейнсианской политики государства всеобщего благосостояния (welfare state) к неолиберальной политике рыночного фундаментализма.